# Emil Sommerstein
Emil Sommerstein (jid. ‏עמיל זאָמרשטיין‎; ur. 6 lipca 1883 w Hleszczawie koło Trembowli, zm. 25 maja 1957 w Middletown) – polski adwokat, doktor praw, filozof, działacz spółdzielczy i polityk żydowskiego pochodzenia. Poseł na Sejm RP I, III, IV i V kadencji, poseł do Krajowej Rady Narodowej.

## Życiorys
Syn Leona Braudego, wywodzącego się z rodziny rabinackiej i Minny, córki Mojżesza i Nechamki Sommersteinów. Nie używał nazwiska ojcowskiego, gdyż rodzice nie zarejestrowali swego małżeństwa w księgach stanu cywilnego.
Uzyskał tradycyjne wykształcenie religijne. Ukończył studia na Wydziale Prawa Uniwersytetu Lwowskiego, uzyskując stopień naukowy doktora praw. W czasie studiów związał się z ruchem syjonistycznym. Podczas studiów prowadził także aktywną działalność społeczną – zainicjował powstanie Towarzystwa Akademickiego Ognisko, od 1905 był prezesem Towarzystwa Rygoryzantów we Lwowie oraz zaangażował się w działania zmierzające do powstania Żydowskiego Domu Akademickiego we Lwowie.
Po wybuchu I wojny światowej został wcielony jako oficer do Armii Austro-Węgier.
W 1918 został członkiem prezydium Komitetu Ratunkowego, który pomagał Żydom poszkodowanym w wyniku pogromu lwowskiego. W latach 1918–1939 pełnił funkcję wiceprezydenta Organizacji Syjonistycznej w byłej Galicji zaś w latach 1922–1939 wchodził w skład władz krajowych Organizacji Syjonistycznej w Polsce.
Po ukończeniu studiów rozpoczął praktykę adwokacką we Lwowie. Był wiceprezesem tamtejszej Izby Adwokackiej w latach 1925–1932. W latach 1922–1927 i 1930–1939 był posłem na Sejm. W latach 1931–1937 był członkiem Naczelnej Rady Adwokackiej.
Pełnił także funkcje: prezesa Towarzystwa Dom Zdrowia dla Akademików Żydowskich, prezesa zarządu Centralnego Banku Spółdzielczego we Lwowie, członka Rady Centralnej Akademickiego Związku Syjonistycznego, członka Rady Auxilium Academicum Judaicum. Był współzałożycielem komitetu antyhitlerowskiego. Od 1936 był członkiem Komitetu Administracyjnego Światowego Kongresu Żydów. Był także członkiem dyrektorium Keren ha-Jesodu w Małopolsce Wschodniej.
Po agresji Niemiec i ZSRR na Polskę aresztowany przez NKWD i zesłany do łagru. Pomimo starań polskiej dyplomacji nie został uwolniony na mocy układu Sikorski–Majski. Został zwolniony z łagru w 1944.
Od 21 lipca 1944 do 31 grudnia 1944 był kierownikiem resortu odszkodowań wojennych w Polskim Komitecie Wyzwolenia Narodowego. W latach 1944–1946 przewodniczył Centralnemu Komitetowi Żydów Polskich (CKŻP) i redagował jego organ prasowy Dos Naje Lebn. Nie popierał Brichy.
W latach 1944–1947 (praktycznie do 1946) był posłem do Krajowej Rady Narodowej. Zainicjował powstanie i przewodniczył Departamentowi Ekonomicznemu Światowego Kongresu Żydów (WJC). Był też członkiem prezydium europejskiej sekcji Kongresu.
W 1946 wyjechał do Stanów Zjednoczonych jako członek delegacji CKŻP. Na miejscu doznał paraliżu, który uniemożliwił mu powrót. Pozostał pod opieką swej mieszkającej w USA córki. Zmarł w Stanach Zjednoczonych i został pochowany w Tel Awiwie.
Uchwałą KRN z 3 stycznia 1945 odznaczony Krzyżem Komandorskim Orderu Odrodzenia Polski. Uchwałą Prezydium KRN z 19 lipca 1946 odznaczony Złotym Krzyżem Zasługi.
Ze względu na długą brodę nazywany przez Jana Rabanowskiego „królem krasnoludków”.